# Salvinia biloba
Salvinia biloba är en simbräkenväxtart som beskrevs av Giuseppe Raddi. Salvinia biloba ingår i släktet Salvinia och familjen Salviniaceae. Inga underarter finns listade.